# Lev Landau
  Lev Landau  (rus: Лев Давидович Ландау)  (Bakú, 9 de gener de 1908 (Julià) - Moscou, 1 d'abril de 1968) fou un físic i matemàtic soviètic que va fer aportacions fonamentals a moltes àrees de la física teòrica i fou guardonat amb el Premi Nobel de Física l'any 1962.
Les seves aportacions inclouen el co-descobriment independent del mètode de la matriu densitat en mecànica quàntica (juntament ambJohn von Neumann), la teoria de la mecànica quàntica del diamagnetisme, la teoria dels superfluids, la teoria de les transicions de fase de segon ordre, la teoria de Ginsburg-Landau de la superconductivitat, la teoria líquida de Fermi, la explicació de l'esmorteïment de Landau en la física del plasma, els pols de Landau en electrodinàmica quàntica, la teoria dels dos components dels neutrins i les equacions de Landau per les singularitat de la matriu S. L'any 1962, va rebre el Premi Nobel de Física pels seus desenvolupaments de la teoria matemàtica dels superfluids que té en compte les propietats de l'heli líquid a temperatures per sota dels 2,17 K (−270,98 °C).

## Biografia

### Primers anys

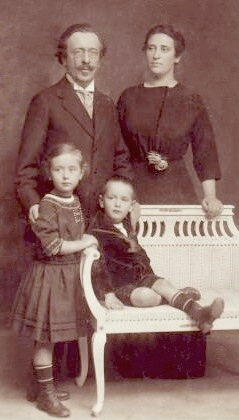
Família Landau el 1910

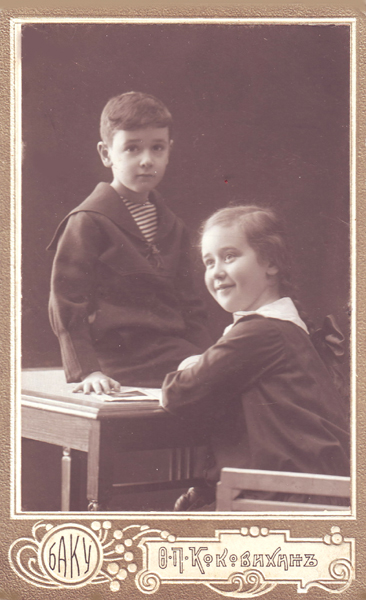
El jove Landau el 1914

Va néixer el 22 de gener de 1908 a la ciutat de Bakú, avui dia capital de l'Azerbaidjan però en aquells moments part de l'imperi Rus, en una família d'ascendència jueva.

El pare de Landau, David Lvovich Landau, era enginyer de la indústria petroliera local, i la seva mare, Lyubov Veniaminovna Garkavi-Landau, era metgessa. Tots dos van arribar a Bakú des de Mogilev i tots dos es van graduar al gimnàs de Mogilev. Va aprendre càlcul diferencial als 12 anys i càlcul integral als 13 anys. Landau es va graduar el 1920 als 13 anys al Gymnasium. Els seus pares el consideraven massa jove per anar a la universitat, així que durant un any va anar a l'Escola Tècnica Econòmica de Bakú. El 1922, als 14 anys, es va matricular a la Universitat Estatal de Bakú, estudiant simultàniament en dos departaments: els de Física i Matemàtiques i el Departament de Química. Posteriorment, va deixar d'estudiar química, però va continuar interessat en aquest camp durant tota la seva vida.

### Leningrad i Europa
El 1924 es va traslladar al centre principal de la física soviètica de l'època: el Departament de Física de la Universitat Estatal de Sant Petersburg, on es va dedicar a l'estudi de la física teòrica i es va graduar el 1927. Landau es va matricular posteriorment per a estudis de postgrau a l’Institut Físico-Tècnic de Leningrad, on finalment es va doctorar en Ciències Físiques i Matemàtiques el 1934. Landau va tenir la seva primera oportunitat de viatjar a l'estranger durant el període 1929-1931, amb una beca de viatge del govern soviètic, el Comissariat del Poble per a l'Educació, complementada amb una beca de la Fundació Rockefeller. Aleshores dominava l'alemany i el francès i es podia comunicar en anglès. Més tard va millorar el seu anglès i va aprendre danès.
Després de breus estades a Göttingen i Leipzig, va anar a Copenhaguen el 8 d'abril de 1930 per treballar a l'Institut de Física Teòrica de Niels Bohr. Hi va romandre fins al 3 de maig del mateix any. Després de la visita, Landau sempre es va considerar un alumne de Niels Bohr i l'enfocament de Landau a la física va ser molt influenciat per Bohr. Després de la seva estada a Copenhaguen, va visitar Cambridge (mitjans de 1930), on va treballar amb Paul Dirac, a Copenhaguen (de setembre a novembre de 1930) i Zúric (desembre de 1930 a gener de 1931), on va treballar amb Wolfgang Pauli. Des de Zuric, Landau va tornar a Copenhaguen per tercera vegada i hi va romandre des del 25 de febrer fins al 19 de març de 1931 abans de tornar a Leningrad el mateix any.

### Centre Científic Nacional Kharkiv Institut de Física i Tecnologia, Kharkiv
Entre 1932 i 1937, Landau va dirigir el Departament de Física Teòrica del Centre Científic Nacional de l’Institut de Física i Tecnologia de Kharkiv, i va donar classes a la Universitat de Khàrkiv i a l’Institut Politècnic de Kharkiv. A part dels seus èxits teòrics, Landau va ser el principal fundador d'una gran tradició de física teòrica a Khàrkiv, Ucraïna, de vegades anomenada «escola Landau». A Khàrkiv, ell i el seu amic i antic alumne, Ievgueni Lífxits, van començar a escriure el Curs de física teòrica, deu volums que en conjunt abasten tota l'assignatura i que encara s'utilitzen àmpliament com a textos de física de grau. Durant la Gran Purga, Landau va ser investigat dins de l’Afer UPTI a Kharkiv, però va aconseguir marxar a Moscou per ocupar un nou càrrec.
Landau va desenvolupar un famós examen complet anomenat «Mínim Teòric» que s'esperava que els estudiants aprovessin abans de l'admissió a l'escola. L'examen va cobrir tots els aspectes de la física teòrica, i entre 1934 i 1961 només van aprovar 43 candidats, però els que ho van fer més tard es van convertir en físics teòrics força notables.
El 1932, Landau va calcular el límit de Chandrasekhar; tanmateix, no el va aplicar a les estrelles nanes blanques.

### Institut de Problemes Físics, Moscou

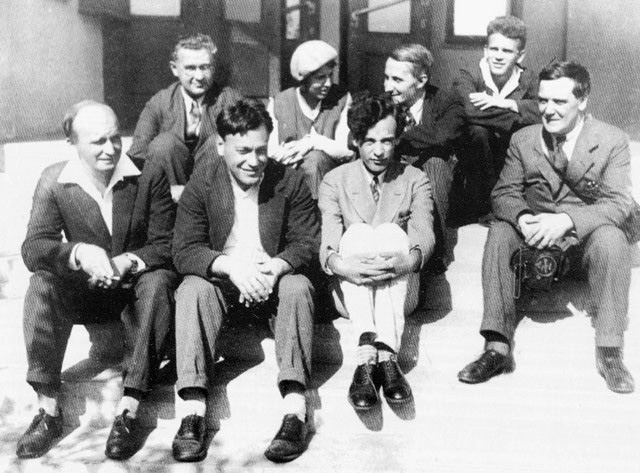
A l'Institut Kharkiv, 1934

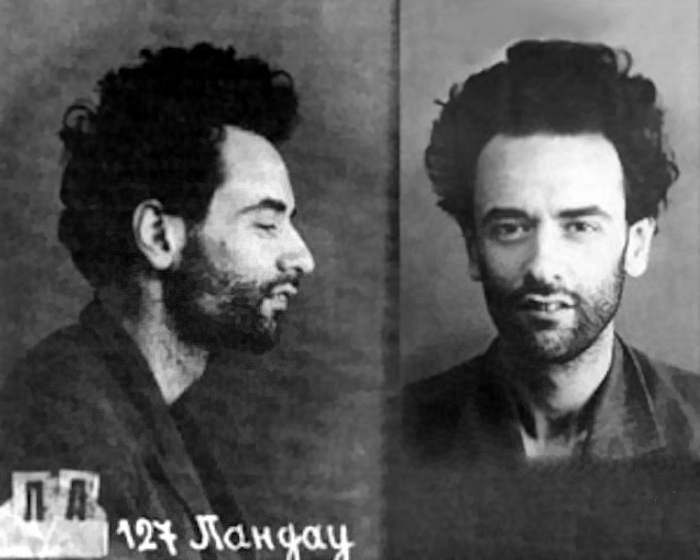
Foto a la presó, 1938-9

Des de 1937 fins a 1962, Landau va ser el cap de la Divisió Teòrica de l’Institut de Problemes Físics.
El 27 d'abril de 1938, Landau va ser arrestat per un fulletó que comparava l'estalinisme amb el nazisme alemany i el feixisme italià. Va estar tancat a la presó de Lubyanka de l'NKVD fins al seu alliberament, el 29 d'abril de 1939, després que Piotr Kapitsa (un físic experimental de baixes temperatures i fundador i cap de l'institut) i Bohr escrivissin cartes a Joseph Stalin. Kapitsa va avalar personalment el comportament de Landau i va amenaçar amb abandonar l'institut si Landau no era alliberat. Després del seu alliberament, Landau va descobrir com explicar la superfluidesa de Kapitsa mitjançant ones sonores, o fonons, i una nova excitació anomenada rotó.
Landau va dirigir un equip de matemàtics que donaven suport al desenvolupament de la bomba atòmica i d'hidrogen soviètica. Va calcular la dinàmica de la primera bomba termonuclear soviètica, inclosa la predicció del rendiment. Per aquest treball Landau va rebre el premi Stalin el 1949 i el 1953, i va rebre el títol d'«Heroi del treball socialista» el 1954.
Els estudiants de Landau incloïen Lev Pitaevskii, Aleksei Abrikóssov, Aleksandr Akhiezer, Igor Dzyaloshinskii, Ievgueni Lífxits, Lev Gor'kov, Isaak Kalàixnikov, Roald Sagdeev i Isaak Pomeranchuk.
Landau va morir l'1 d'abril de 1968 a la ciutat de Moscou, als 60 anys, a causa de les complicacions de les ferides sofertes en l'accident de trànsit en què va estar involucrat sis anys abans. Va ser enterrat al cementiri de Novodévitxi.

### Assoliments científics
Els èxits de Landau inclouenn el codescobriment independent del mètode de la matriu de densitat en mecànica quàntica (al costat de John von Neumann), la teoria mecànica quàntica del diamagnetisme, la teoria de la superfluidesa, la teoria de les transicions de fase de segon ordre, la teoria de Ginsburg-Landau la superconductivitat, la teoria dels líquids de Fermi, l'explicació de l'amortiment de Landau en la física del plasma, el pol de Landau en electrodinàmica quàntica, la teoria de dos components dels neutrins, l'explicació de la inestabilitat de la flama (la inestabilitat de Darrieus-Landau) i les equacions de Landau per a S singularitats de la matriu.
Landau va rebre el Premi Nobel de Física l'any 1962 per les seves teories pioneres sobre l'estat condensat de la matèria que explica les propietats de l'heli II líquid a una temperatura inferior a 2,17 K (−270,98 °C). En companyia de Ievgueni Lífxits va realitzar una gran tasca de difusió científica a través de sèries de llibres de text.

### Vida personal i opinions
El 1937, Landau es va casar amb Kora T. Drobanzeva de Khàrkiv. El seu fill Igor (1946–2011) es va convertir en físic teòric. Lev Landau creia en l'«amor lliure» més que en la monogàmia i va animar la seva dona i els seus estudiants a practicar «l'amor lliure». Tanmateix, la seva dona no estava entusiasmada.
Landau era ateu. El 1957, un llarg informe del KGB al Comitè Central del PCUS va registrar les opinions de Landau sobre l'aixecament hongarès de 1956, Vladimir Lenin i el que va anomenar «feixisme vermell». Hendrik Casimir el recorda com un comunista apassionat, envalentonat per la seva ideologia revolucionària. L'impuls de Landau per establir la ciència soviètica es va deure en part a la seva devoció pel socialisme. El 1935 va publicar al diari soviètic Izvéstia una peça titulada «La burgesia i la física contemporània» on criticava la superstició religiosa i el domini del capital, que considerava tendències burgeses, citant «oportunitats sense precedents per al desenvolupament de la física al nostre país, proporcionats pel Partit i el govern».

### Darrers anys
El 7 de gener de 1962, el cotxe de Landau va xocar amb un camió que s'acostava. Va resultar greument ferit i va passar dos mesos en coma. Encara que Landau es va recuperar de moltes maneres, la seva creativitat científica va ser destruïda, i mai va tornar completament al treball científic. Les seves ferides li van impedir acceptar en persona el Premi Nobel de Física de 1962.
Al llarg de la seva vida, Landau va ser conegut pel seu humor agut, com ho il·lustra el següent diàleg amb un psicòleg, Alexander Luria, que va intentar provar un possible dany cerebral mentre Landau es recuperava de l'accident de cotxe:
Luria: «Si us plau, dibuixa'm un cercle»
Landau dibuixa una creu
Luria: «Hm, ara dibuixa'm una creu»
Landau dibuixa un cercle
Luria: «Landau, per què no fas el que et demano?»
Landau: «Si ho fes, podria arribar a pensar que m'he tornat retardat mental».
El 1965 antics estudiants i companys de feina de Landau van fundar l’Institut Landau de Física Teòrica, situat a la ciutat de Txernogolovka, prop de Moscou, i dirigit durant les tres dècades següents per Isaak Kalàixnikov.
El juny de 1965, Lev Landau i Yevsei Liberman van publicar una carta al New York Times, afirmant que com a jueus soviètics s'oposaven a la intervenció dels Estats Units en nom de la Lluita estudiantil pels jueus soviètics. Tanmateix, hi ha dubtes que Landau sigui l'autor d'aquesta carta.

### Mort
Landau va morir l'1 d'abril de 1968, als 60 anys, a causa de les complicacions de les ferides patides en l'accident de cotxe en què va estar involucrat sis anys abans. Va ser enterrat al cementiri de Novodevitx.

## Llegat

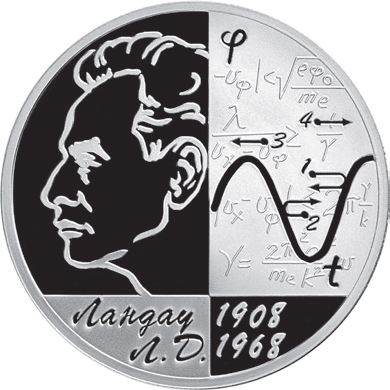
Una moneda russa commemorativa de plata dedicada al centenari del naixement de Landau

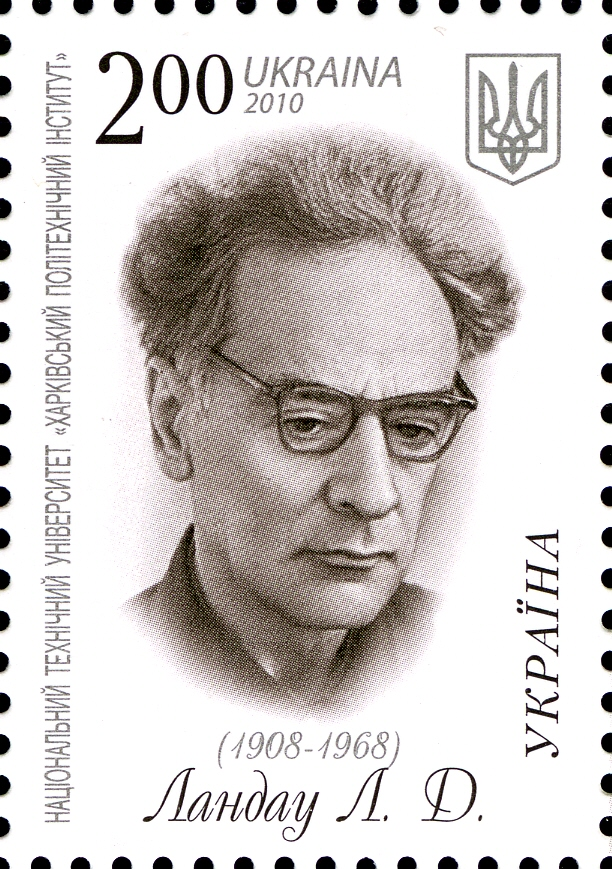
Landau el 1962 en un segell ucraïnès de 2010

Dos objectes celestes s'anomenen així en el seu honor:
- el planeta menor 2142 Landau.[42]
- el cràter lunar Landau.

El màxim premi de física teòrica atorgat per l'Acadèmia de Ciències de Rússia s'anomena en el seu honor:
- Medalla d'or Landau

El 22 de gener de 2019, Google va celebrar el que hauria estat el 111è aniversari de Landau amb un Google Doodle.
El premi Landau-Spitzer (American Physical Society), que reconeix les contribucions destacades a la física del plasma i la col·laboració entre Europa i els Estats Units, s'anomena en part en el seu honor.

## Reconeixements
Va ser honorat amb el títol d'Heroi del Treball Socialista (1954), a més de 3 ordes de Lenin (1949, 1954 i 1962), l'orde de la Bandera Roja del Treball (1945), l'Orde de la Insígnia d'Honor (1943), 3 Premis Stalin (1946, 1949 i 1953) i un Premi Lenin (1962); a més del Premi Planck (Alemanya) (1960) i el Premi Fritz de Londres (1960), ser fet membre extraordinari de la Royal Society, de la Societat britànica de Física, de l'Acadèmia Nacional de Ciències dels Estats Units i de l'Acadèmia Americana de les Arts i Ciències (1960),
En honor seu s'anomenà el cràter Landau de la Lluna així com l'asteroide (2142) Landau descobert el 3 d'abril de 1972 per Liudmila Txernikh. També rep el seu nom un mineral de la classe dels òxids, la landauïta, amb fórmula química NaMnZn₂(Ti,Fe)₆Ti₁₂O38.

## Llista de Landau
Landau va crear una llista de noms de físics ordenats en un rànking de productivitat en l'interval de 0 a 5, i amb escala logarítmica. La posició més alta del rànking, que correspon a 0, l'ocupava Isaac Newton. Albert Einstein tenia el valor de 0.5. El valor d'1 era ocupat pels fundadors de la mecànica quàntica, Niels Bohr, Werner Heisenberg, Paul Dirac i Erwin Schrödinger, i altres. Landau es va donar inicialment a si mateix un 2.5, però més tard es va donar un 2. David Mermin, escrivint sobre Landau, va parlar sobre el rànking, i es va posar a si mateix en la quarta divisió, en l'article My Life with Landau: Homage of a 4.5 to a 2 (La meva vida amb Landau: homenatge d'un 4.5 a un 2 en català).

## Contribucions
- Líquid de Fermi
- Quasipartícula
- Amortiment de Landau
- Distribució de Landau
- Diamagnetisme
- Quantització de Landau
- Teoria de Landau
- Problema de Landau–Levich
- Teoria Ginzburg–Landau
- Aeroacústica
- Ecuació Landau–Raychaudhuri
- Fórmula de Landau–Zener
- Model Landau–Lifshitz
- Equació de Landau–Lifshitz–Gilbert
- Equació de Landau–Pomeranchuk–Migdal
- Teorema de Landau–Yang
- Superfluid
- Superconductivitat

## Obres

### Curs de Física Teòrica
- L. D. Landau, E. M. Lifshitz. Mechanics. Vol. 1. 3rd.  Butterworth–Heinemann, 1976. ISBN 978-0-7506-2896-9.
- L. D. Landau; E. M. Lifshitz The Classical Theory of Fields. Vol. 2. 4th.  Butterworth–Heinemann, 1975. ISBN 978-0-7506-2768-9.
- L. D. Landau; E. M. Lifshitz Quantum Mechanics: Non-Relativistic Theory. Vol. 3. 3rd.  Pergamon Press, 1977. ISBN 978-0-08-020940-1. — 2nd ed. (1965) at archive.org
- V. B. Berestetskii; E. M. Lifshitz; L. P. Pitaevskii Quantum Electrodynamics. Vol. 4. 2a edició.  Butterworth–Heinemann, 1982. ISBN 978-0-7506-3371-0.
- L. D. Landau; E. M. Lifshitz Statistical Physics, Part 1. Vol. 5. 3rd.  Butterworth–Heinemann, 1980. ISBN 978-0-7506-3372-7.
- L. D. Landau; E. M. Lifshitz Fluid Mechanics. Vol. 6. 2a edició.  Butterworth–Heinemann, 1987. ISBN 978-0-08-033933-7.
- L. D. Landau; E. M. Lifshitz Theory of Elasticity. Vol. 7. 3rd.  Butterworth–Heinemann, 1986. ISBN 978-0-7506-2633-0.
- L. D. Landau; E. M. Lifshitz; L. P. Pitaevskii Electrodynamics of Continuous Media. Vol. 8. 2a edició.  Butterworth–Heinemann, 1984. ISBN 978-0-7506-2634-7.
- L. P. Pitaevskii; E. M. Lifshitz Statistical Physics, Part 2. Vol. 9.  Butterworth–Heinemann, 1980. ISBN 978-0-7506-2636-1.
- L. P. Pitaevskii; E. M. Lifshitz Physical Kinetics. Vol. 10.  Pergamon Press, 1981. ISBN 978-0-7506-2635-4.

### Altres
- L. D. Landau; Ya. Smorodinsky Lectures on Nuclear Theory.  Dover Publications, 2011. ISBN 978-0486675138.
- L. D. Landau; A. I. Akhiezer; E. M. Lifshitz General Physics, Mechanics and Molecular Physics.  Pergamon Press, 1967. ISBN 978-0-08-009106-8.
- L. D. Landau; A. I. Kitaigorodsky Physics for Everyone.  Mir Publishers Moscow, 1978.
- L. D. Landau; G. B. Rumer What is Relativity?.  Dover Publications, 2003.
- L. D. Landau; A. S. Kompaneets The Metal Conductivity.  ONTI, Kharkiv, 1935.